# Converge
Converge je americká hardcore punková kapela založená v roce 1990 ve městě Salem, Massachusetts. Členové jsou vokalista Jacob Bannon, kytarista Kurt Ballou, baskytarista Nate Newton a bubeník Ben Koller. Jejich hudba je zakořeněná v heavy metalu a hardcore punku. Converge vydali devět studiových alb a jsou průkopníci v žánrech metalcore a mathcore.

## Diskografie
Studiová alba
- Halo in a Haystack (1994)
- Petitioning the Empty Sky (1996)
- When Forever Comes Crashing (1998)
- Jane Doe (2001)
- You Fail Me (2004)
- No Heroes (2006)
- Axe to Fall (2009)
- All We Love We Leave Behind (2012)
- The Dusk in Us (2017)

## Členové
Nynější
- Jacob Bannon – vokály (1990–dosud)
- Kurt Ballou – kytara (1990–dosud)
- Nate Newton – basa (1998–dosud)
- Ben Koller – bubny (1999–dosud)

Bývalí
- Jeff Feinburg – basa, kytara (1991–1997)
- Damon Bellorado – bubny (1991–1999)
- Aaron Dalbec – kytara (1994–2001)
- Stephen Brodsky – basa (1997–1998)
- John DiGiorgio – bubny (1999)

Členové
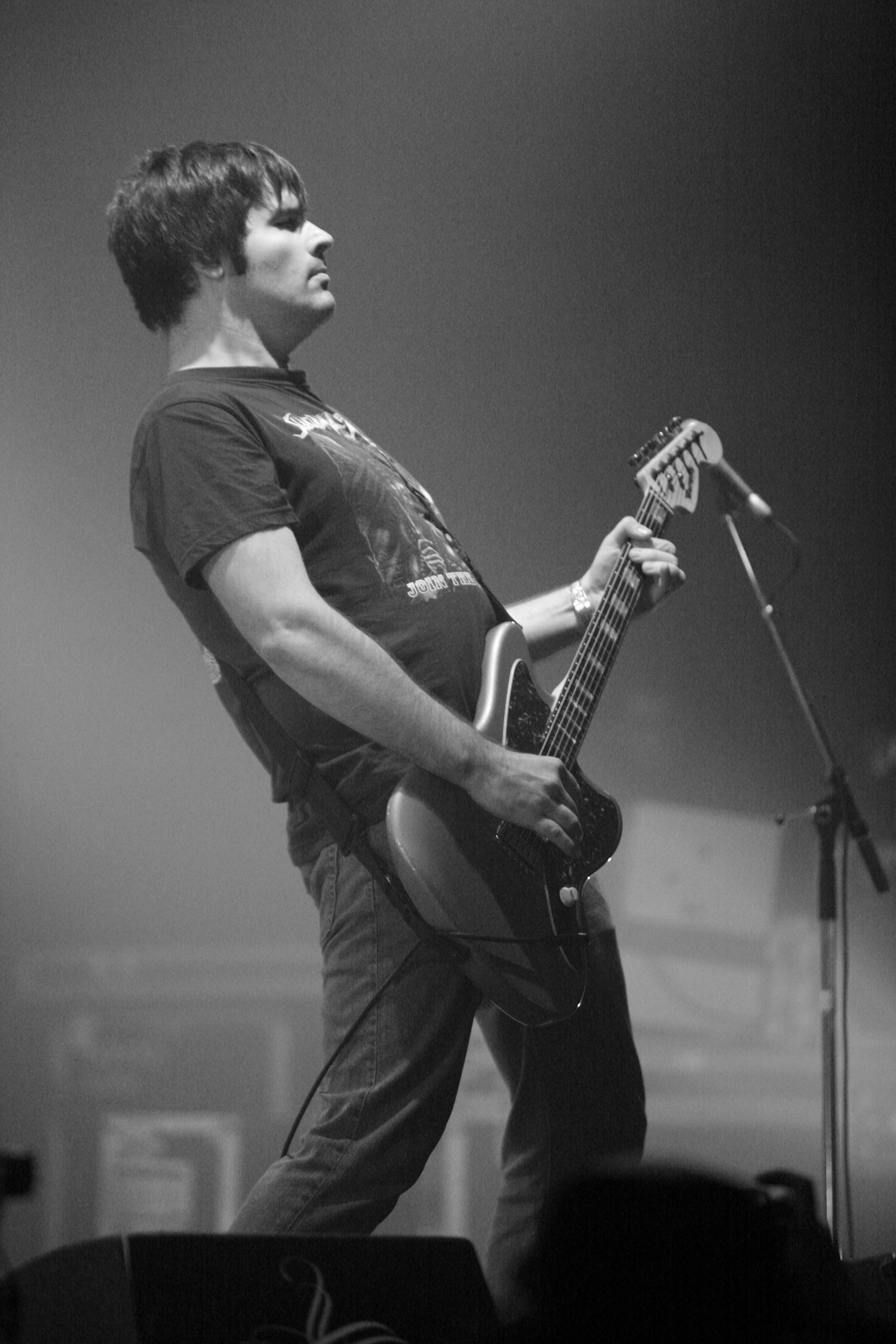
Kurt Ballou
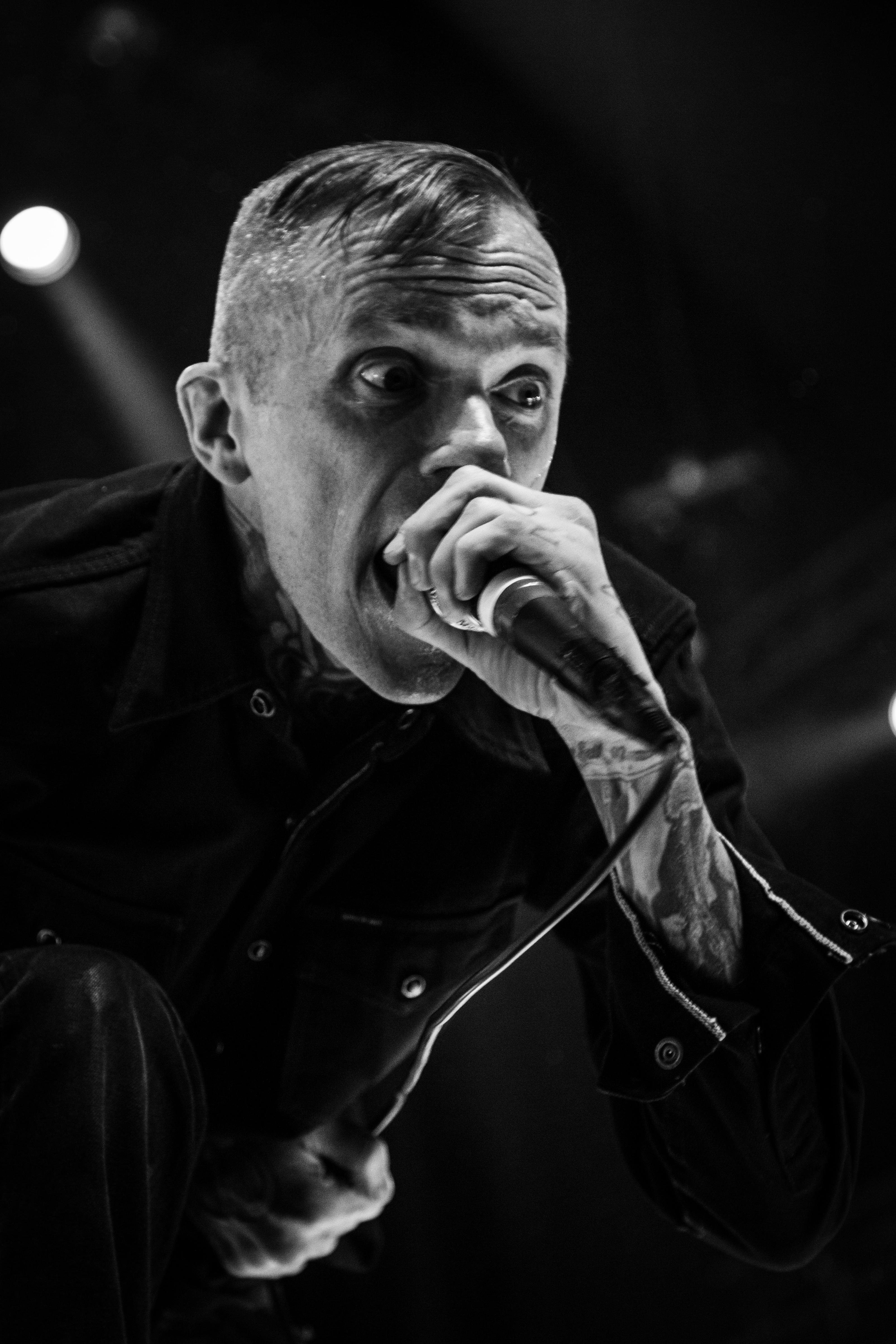
Jacob Bannon
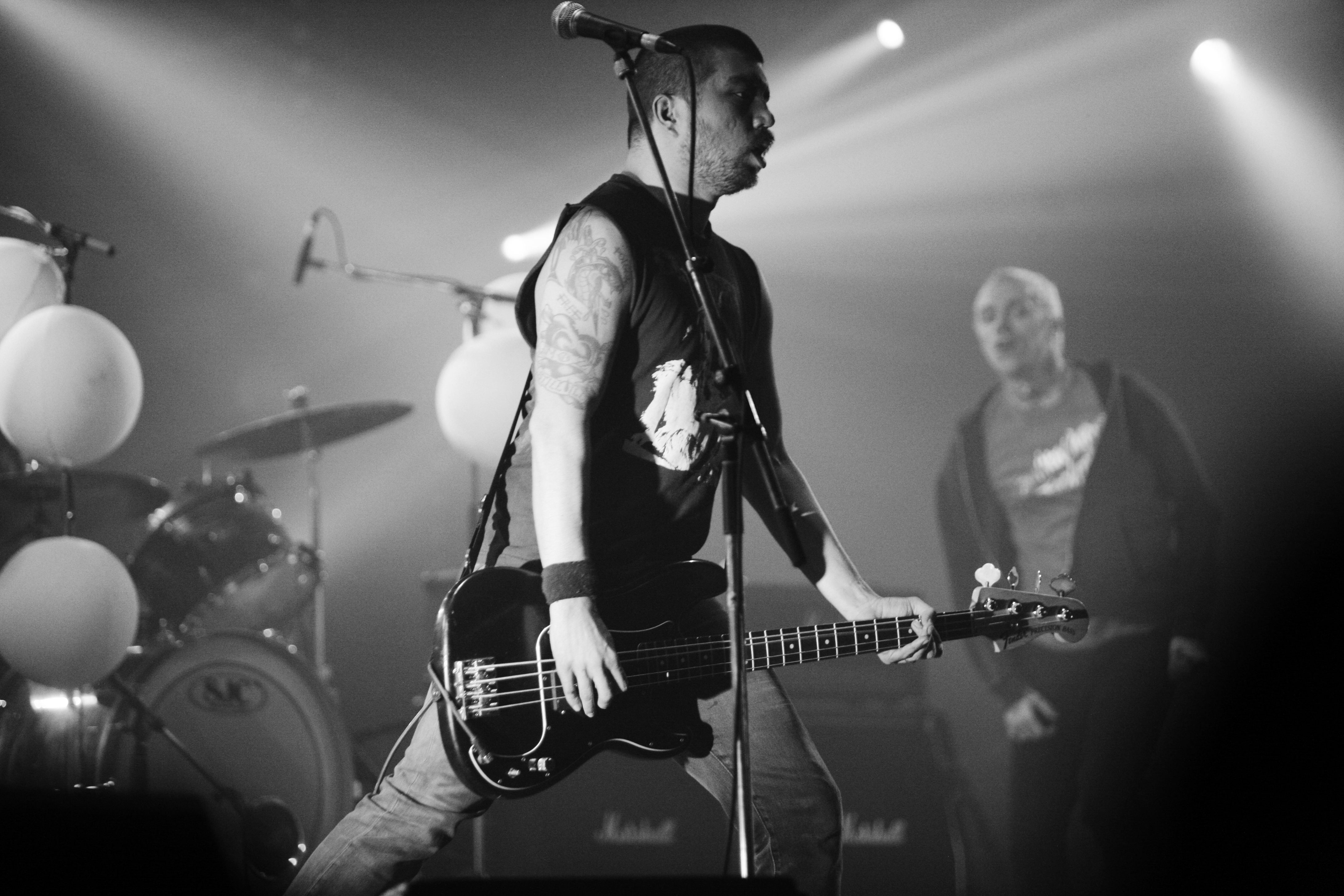
Nate Newton
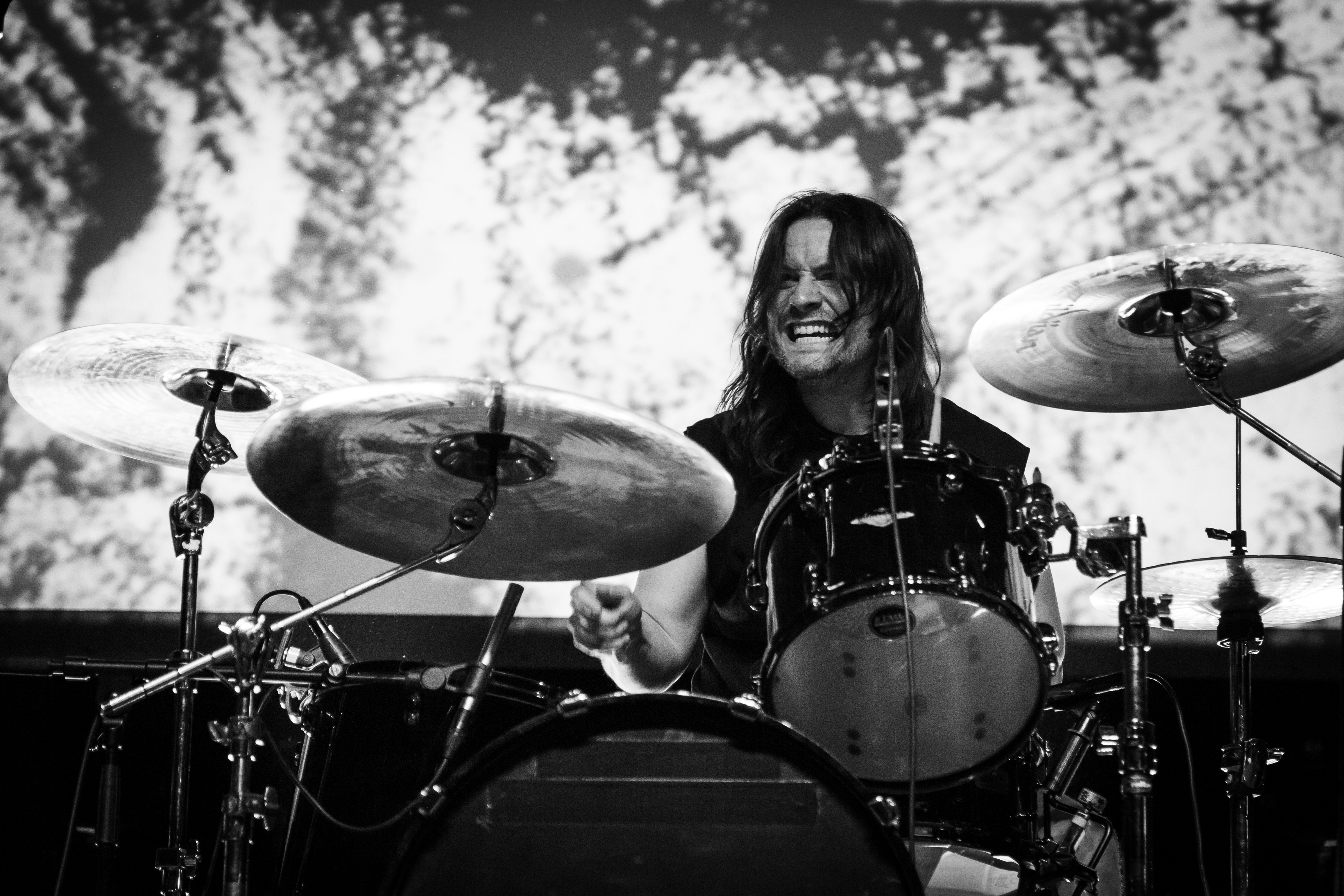
Ben Koller